# Elezione Presidenziale 2020 in New Hampshire
L'Elezione presidenziale nel New Hampshire del 2020 si è tenuta il 3 novembre ed è parte delle grandi Elezioni Presidenziali negli Stati Uniti D'America del 2020 contribuendo al risultato finale con i suoi 4 voti elettorali.
L'Elezione è finita con la Vittoria di Joe Biden con un piccolo margine di differenza, anche se di più di quello di Hilary Clinton nel Elezione presidenziale in New Hampshire del 2016 di meno di 1%

## Contesto
L'elezione presidenziale negli Stati Uniti del 2020 ha visto il confronto tra il presidente uscente Donald Trump, candidato per il Partito Repubblicano, e Joe Biden, ex vicepresidente, candidato per il Partito Democratico. Il New Hampshire è uno stato chiave del New England, noto per il suo elettorato moderato e il suo ruolo nelle primarie presidenziali.
Nel 2020, il New Hampshire ha continuato la sua tendenza verso i Democratici, registrando una vittoria netta per Joe Biden, che ha migliorato il margine ottenuto da Hillary Clinton nel 2016.

## Primarie presidenziali in New Hampshire 2020
Il New Hampshire ha ospitato le sue primarie presidenziali l'11 febbraio 2020, essendo il secondo stato, dopo l'Iowa, a votare nel ciclo elettorale del 2020. Le primarie del New Hampshire sono considerate cruciali per i candidati, in quanto spesso danno indicazioni sui favoriti per le nomination dei rispettivi partiti.

### Partito Democratico
Le primarie democratiche hanno visto una competizione accesa tra i principali candidati, con un focus particolare sul senatore Bernie Sanders e sull'ex sindaco Pete Buttigieg, reduci da una buona performance in Iowa. Joe Biden, che alla fine ha vinto la nomination, ha ottenuto un risultato deludente in questo stato.

| Candidato        | Voti   | Percentuale |
| ---------------- | ------ | ----------- |
| Bernie Sanders   | 76.324 | 25,6%       |
| Pete Buttigieg   | 72.457 | 24,3%       |
| Amy Klobuchar    | 58.796 | 19,7%       |
| Elizabeth Warren | 27.429 | 9,2%        |
| Joe Biden        | 24.922 | 8,4%        |
| Altri            | 37.000 | 12,8%       |

### Partito Repubblicano
Le primarie repubblicane sono state dominate da Donald Trump, presidente in carica, con una vittoria schiacciante. Tuttavia, ci sono stati alcuni sfidanti simbolici, come Bill Weld, ex governatore del Massachusetts, che ha ricevuto una minoranza dei voti.

| Candidato    | Voti    | Percentuale |
| ------------ | ------- | ----------- |
| Donald Trump | 129.734 | 85,6%       |
| Bill Weld    | 13.708  | 9,2%        |
| Altri        | 8.143   | 5,2%        |

## Sondaggi
La media dei Sondaggi di FiveThirtyEight  dava a Joe Biden un vantaggio di 11,4%, di conseguenza, nonostante l'ampio miglioramento dal margine di Hilary Clinton(0,4% di vantaggio) i sondaggi erano sbagliati di più del 4,5%, confermando il record di Donald Trump di fare meglio di quanto i sondaggi dicano

## Risultati dettagliati
| Candidato    | Partito      | Voti popolari | Percentuale |
| ------------ | ------------ | ------------- | ----------- |
| Joe Biden    | Democratico  | 424.928       | 52,7%       |
| Donald Trump | Repubblicano | 365.654       | 45,4%       |
| Jo Jorgensen | Libertariano | 13.235        | 1,6%        |
| Altri        | Varie        | 3.831         | 0,3%        |

## Confronto con le elezioni precedenti
Nel 2016, il New Hampshire era stato conquistato da Hillary Clinton con una vittoria più risicata (+0,4%). Nel 2020, Joe Biden ha ampliato il margine, consolidando il New Hampshire come uno stato favorevole ai Democratici. Tuttavia, le contee rurali sono rimaste fedeli a Donald Trump, evidenziando una divisione urbana-rurale nel voto.

## Affluenza
L'affluenza è stata del 74,9%, una delle più alte mai registrate nello stato, riflettendo l'importanza percepita dell'elezione. Circa 1.007.648 elettori hanno partecipato al voto.

## Impatto
La vittoria di Joe Biden nel New Hampshire ha contribuito ai suoi 306 grandi elettori a livello nazionale contro i 232 di Donald Trump. Sebbene il New Hampshire fornisca solo 4 voti elettorali, il risultato ha rafforzato il ruolo del New England come roccaforte democratica.